# 盧卡斯·施華
盧卡斯·施華（葡萄牙語：Lucas Silva，全名：葡萄牙語：，1993年2月16日—），出生於巴西戈亞斯州邦熱蘇斯，是一名巴西足球運動員，司職防守中場，現効力自由身。

## 球員生涯
盧卡斯·施華是高士路的青年球員。在2012年初，他被租借到Nacional Esporte Clube。在2012年6月，他被召回高士路。

## 宣布退役
2016年7月12日，盧卡斯·施華被外借到士砵亭，但在體檢中被驗出患有心臟病，他聽從醫生的勸告退役。不過施華本人立刻澄清並無此事。

## 外部連結
- 高士路官方網頁 Lucas Silva Profile （页面存档备份，存于） （布列塔尼文）